# Rose Tang
Rose Tang (chinois simplifié : 唐罗丝 ; pinyin : Táng Luōsi) est le pseudonyme d'une personnalité artistique fictive fondée par l'architecte et biologiste taïwanais Zhen Guoyang, sous la direction artistique de l'artiste français fondateur d'island6 Arts Center Thomas Charvériat, et de la conservatrice lettone Zane Mellupe.
Une centaine de sculptures, photographies, œuvres LED et vidéos ont été créées et exhibées sous le nom de Rose Tang depuis sa conception en 2006.
Rose Tang est un des piliers du collectif artistique basé à Shanghai, Liu Dao.

## Biographie
Rose Tang « biographie » est une combinaison entre fiction et vérité, principalement basée sur la vie et la carrière de Zheng Guoyang. Comme Zheng Guoyang, Rose Tang est née à Taïwan. Ses parents sont nées à Pékin mais ont déménagé à Taïwan, l'intégrant dans une école stricte dans le but de faire de lui un scientifique. Son éducation s'est déroulé à l'université de Tunghai (zh-tw : 東海大學, Pe̍h-oē-jī: Tang-hái Tāi-ha̍k). Cependant, ils ne pouvaient pas empêcher le photographe officiel de la famille de devenir le mentor artistique de Tang et de lui inspirer une vie de fondée sur de courageuses innovations artistiques dans le but de comprendre comment la famille chinoise traditionnelle et ses valeurs sociologiques se sont combinées dans la création d'une identité sexuelle moderne.
Actuellement Rose Tang vit et crée à Shanghai. Certaines personnes affirmant être Rose Tang sont déjà apparues à des expositions de son travail. Souvent en tant qu'homme habillé en femme.

## Travail et principales expositions
Comme sa personne, la plupart de ses photographies sont altérées par rapport à la réalité. Certaines sont complètement construites à partir d'autres photographies. D'autres sont plus proches du modèle original à part le portrait de Rose Tang discrètement insérée dans un ou plusieurs personnages avec l'aide de Photoshop et autres Softwares. Les œuvres sous le nom de Rose Tang ont pour origine l'idée d'un artiste chinois cherchant à résoudre la question des genres dans la famille traditionnelle à travers l'histoire, les faits et la fantaisie. Rose Tang est représenté à Shanghai par island6 Arts Center.

### Expositions
| Année | Titre                                               | Galerie                              | Localisation     |
| ----- | --------------------------------------------------- | ------------------------------------ | ---------------- |
| 2010  | "Libido, Mortido"                                   | island6 Arts Center                  | Shanghai, Chine  |
| 2010  | "Fakirs"                                            | island6 Arts Center                  | Shanghai, Chine  |
| 2009  | "Placebo"                                           | island6 Arts Center                  | Shanghai, Chine  |
| 2009  | "30 Degrees"                                        | island6 Arts Center and Studio Rouge | Shanghai, Chine  |
| 2009  | "Synesthesia"                                       | island6 Arts Center                  | Shanghai, Chine  |
| 2009  | "The Artist Died Yesterday"                         | island6 Arts Center                  | Shanghai, Chine  |
| 2008  | "Automata"                                          | island6 Arts Center et ifa gallery   | Shanghai, Chine  |
| 2008  | "Urban Lust"                                        | island6 Arts Center et ifa gallery   | Shanghai, Chine  |
| 2008  | "Clouds of Crowds"                                  | island6 Arts Center                  | Shanghai, Chine  |
| 2008  | "PlugIT"                                            | Blue Lotus Gallery                   | Fotan, Hong Kong |
| 2008  | "Made in Shanghai"                                  | island6 Arts Center                  | Shanghai, Chine  |
| 2008  | "Made in China"                                     | island6 Arts Center                  | Shanghai, Chine  |
| 2007  | "Eurasia One"                                       | island6 Arts Center                  | Shanghai, Chine  |
| 2007  | "Nuit Blanche" (first Asian edition)                | Shanghai Exhibition Center           | Shanghai, Chine  |
| 2007  | “Remote/Control” curated by Wenny Teo and Ella Liao | Museum of Contemporary Art           | Shanghai, Chine  |
| 2007  | "Bits, Bytes and Pixels"                            | ifa gallery                          | Shanghai, Chine  |
| 2006  | "Forward/Backward and Reloading"                    | island6 Arts Center                  | Shanghai, Chine  |
| 2006  | "Invisible Layers, Electric Cities”                 | island6 Arts Center                  | Shanghai, Chine  |